# Reinhard Thiel
Reinhard Thiel (Lebensdaten unbekannt) war ein deutscher Fußballspieler.

## Karriere
Thiel gehörte dem Berliner TuFC Union 92 an, für den er in den Spielzeiten 1904/05 und 1905/06 in der vom Verband Berliner Ballspielvereine durchgeführten Berliner Meisterschaften zum Einsatz kam und diese 1905 auch gewann. Infolgedessen war seine Mannschaft für die Endrunde um die Deutsche Meisterschaft berechtigt. Er bestritt das am 14. Mai 1905 in Magdeburg mit 4:1 gegen den FuCC Eintracht 1895 Braunschweig gewonnene Viertelfinale. In der Folgesaison nahm seine Mannschaft als Titelverteidiger erneut an der Endrunde um die Deutsche Meisterschaft teil; in dieser bestritt er das am 29. April 1906 in Altona mit 3:1 gewonnene Viertelfinalspiel beim FC Victoria Hamburg und das am 20. Mai 1906 in Braunschweig mit 0:4 verlorene Halbfinalspiel gegen den 1. FC Pforzheim.

## Erfolge
- Berliner Meister 1905
- Deutscher Meister 1905